# Maná MTV Unplugged
Maná MTV Unplugged è un album live registrato in chiave acustica del gruppo messicano vincitrice di tre Grammy Award Maná.
1. No Ha Parado De Llover 6.40
2. En El Muelle De San Blas 7.00
3. Vivir Sin Aire 5.44
4. Cuando Los Angeles Lloran 7.05
5. Cachito 5.19
6. Te Solté La Rienda 4.05
7. Desapariciones 7.04
8. Falta Amor 4.15
9. Coladito 1.34
10. Ana 5.09
11. Rayando El Sol 5.00
12. Se Me Olvidó Otra Vez 3:42
13. Perdido En Un Barco 4:44
14. Oye Mi Amor 5:37

Tempo totale: 73:04